# Вадина (Ајова)
Вадина (енгл. Wadena) град је у америчкој савезној држави Ајова. По попису становништва из 2010. у њему је живело 262 становника.

## Демографија
Према попису становништва из 2010. у граду је живело 262 становника, што је 19 (7,8%) становника више него 2000. године.
| Група             | 2000.       | 2010.       |
| Белци             | 240 (98,8%) | 260 (99,2%) |
| Афроамериканци    | 1 (0,4%)    | 0 (0,0%)    |
| Азијати           | 0 (0,0%)    | 0 (0,0%)    |
| Хиспаноамериканци | 0 (0,0%)    | 2 (0,8%)    |
| Укупно            | 243         | 262         |